# Dörperhöhe
Dörperhöhe is een kleine plaats in de stadsgemeente Remscheid in Duitsland. Dörperhöhe valt onder het gebied waar het Nederfrankische dialect Limburgs wordt gesproken. 
Dörperhöhe ligt aan de Uerdinger Linie. Dörperhöhe ligt niet ver van de Wuppertalsperre en de grens van de gemeente Radevormwald.